# Lizard Head Peak
Lizard Head Peak je hora ve Fremont County, ve středo-západní části státu Wyoming, ve Spojených státech amerických.
S nadmořskou výškou 3 914 metrů je třetí nejvyšší horou pohoří Wind River Range s prominencí vyšší než 500 metrů.
Náleží také do první desítky nejvyšších hor Wyomingu s prominencí vyšší než 500 metrů. Lizard Head Peak tvoří společně s horou Wind River Peak hlavní dominantu jižní části pohoří Wind River Range.